# Айхштетський собор
Катедральний собор Пресвятої Богородиці, Пресвятого Спасителя та святого Віллібальда — головний храм Айхштетської римо-католицької дієцезії в Німеччині. Розташований у містечку Айхштет, центральній Баварії.
1. ↑  http://geodaten.bayern.de/denkmal_static_data/externe_denkmalliste/pdf/denkmalliste_merge_176123.pdf